# Filippo Tancredi

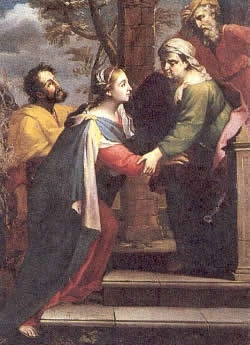
La Visitazione (Visitation de la Vierge Marie), Museo Regionale, Messine, 1533.

Filippo Tancredi (né à Messine en 1655 et mort à Palerme en 1722) est un peintre italien.    

## Biographie
Filippo Tancredi demeure quelque temps à Naples et se rend ensuite à Rome où il entre à l'école de Carlo Maratta. Il passe une grande partie de sa vie à Palerme, où il  peignit le plafond de l'église San Giuseppe dei Teatini et celle du Gesù Nuovo.